# Cienfuegosia angustifolia
Cienfuegosia angustifolia là một loài thực vật có hoa trong họ Cẩm quỳ. Loài này được Krapov. mô tả khoa học đầu tiên năm 2003.